# Bataille du Maigrit
Chouannerie
La bataille du Maigrit a lieu lors de la chouannerie. Le 10 et le 11 mars 1796, les Républicains gagnent Buléon afin d'effectuer des réquisitions de grains, mais ils sont repoussés par les Chouans.

## La bataille
Le 10 mars 1796, une colonne mobile républicaine sortie de Josselin se porte dans les campagnes de Buléon. Les soldats se dispersent dans les villages pour réquisitionner les grains et capturer des suspects. Cependant l'armée chouanne du colonel Pierre Guillemot se déploie sur les landes du Resto et du Maigrit. L'armée se divise en trois colonnes, l'une porte des uniformes bleus, une autre rouges. Disséminés dans les différents villages pour effectuer les réquisitions, les Républicains ne peuvent opposer de résistance et prennent aussitôt la fuite, les Chouans se lancent à leur poursuite et la cavalerie sabre les fuyards. Après une débandade sur une lieue, les Républicains parviennent à se rallier et à repousser la cavalerie des Chouans,.
Le lendemain, après avoir reçu des renforts venus de Ploërmel, les Républicains tentent de prendre leur revanche. Les Chouans campent au même endroit que la veille et le combat s'engage à nouveau. Les deux camps échangent une longue fusillade sans grand résultat, finalement les Républicains se replient sur Josselin et les Chouans sur Bignan,.
Julien Guillemot, le fils de Pierre Guillemot évoque le combat dans ses mémoires. Alors enfant au moment des évènements, il indique que les Républicains étaient présents au Maigrit et au Resto, près de Kerohi. Il fixe la date du combat au mois d'avril 1794, cependant selon Jules Le Falher, Julien Guillemot se trompe dans les dates et c'est en réalité le combat de mars 1796 qu'il mentionne dans ses mémoires,. 

## Les pertes
Selon le rapport du district de Josselin rédigé le 13 mars 1796, les pertes des Républicains sont de 60 hommes. Mais selon une lettre d'Elie écrite par la suite en germinal au département, la colonne républicaine était forte de 200 hommes et la cavalerie chouanne comptait 40 hommes. Selon lui, les pertes républicaines sont de 5 morts, dont le lieutenant des grenadiers du 9e bataillon de Paris et le guide Trévalinet, ainsi que 4 blessés. 
L'état des pertes du 9e bataillon des volontaires de Paris, n'indique que deux morts lors du combat du 9 mars, à Buléon ; le lieutenant de grenadiers Gaquer et Michel Vieilleville, caporal des grenadiers, tués par un coup de feu.